# Kustánszeg, Zala
Kustánszeg  este un sat în districtul Zalaegerszeg, județul Zala, Ungaria, având o populație de 495 de locuitori (2011). 

## Demografie
Componența etnică a satului Kustánszeg
     Maghiari (95,95%)
     Romi (2,77%)
     Germani (1,28%)
Componența confesională a satului Kustánszeg
     Reformați (46,46%)
     Romano-catolici (36,77%)
     Fără religie (2,63%)
     Necunoscută (12,93%)
     Alte religii (1,21%)
Conform recensământului din 2011, satul Kustánszeg avea 495 de locuitori. Din punct de vedere etnic, majoritatea locuitorilor (95,95%) erau maghiari, existând și minorități de romi (2,77%) și germani (1,28%). Nu există o religie majoritară, locuitorii fiind reformați (46,46%), romano-catolici (36,77%) și persoane fără religie (2,63%). Pentru 12,93% din locuitori nu este cunoscută apartenența confesională.